# The Red Light District
The Red Light District è il quinto album del rapper statunitense Ludacris. È stato pubblicato il 9 dicembre 2004 ed è stato certificato 2 volte disco di platino dalla RIAA. Ha debuttato in prima posizione nella Billboard 200 con 322,000 copie nella prima settimana.
Il titolo dell'album significa Quartiere a luci rosse, cioè una zona di città dove la prostituzione è parte comune della vita quotidiana.

## Tracce
| #  | Titolo | Produttore/i                 | Ospite/i                | Durata |
| -- | --- | ---------------------------- | ----------------------- | ------ |
| 1  | "Intro" | Timbaland                    |                         | 1:25   |
| 2  | "Number One Spot" *Samples: Quincy Jones - Soul Bossa Nova                                                                | DJ Green Lantern             |                         | 4:34   |
| 3  | "Get Back" | The Medicine Man and Tic Toc |                         | 4:30   |
| 4  | "Put Your Money" | Icedrake                     | DMX                     | 4:13   |
| 5  | "Blueberry Yum Yum" | Organized Noize              | Sleepy Brown            | 3:55   |
| 6  | "Child of the Night" *Samples: Teena Marie - Portuguese Love                                                              | DK All Day                   | Nate Dogg               | 5:01   |
| 7  | "The Potion" | Timbaland                    |                         | 3:55   |
| 8  | "Pass Out" | Needlz                       |                         | 4:21   |
| 9  | Skit |                              |                         | 0:55   |
| 10 | "Spur of the Moment" | LT Moe                       | DJ Quik & Kimmi         | 4:15   |
| 11 | "Who Not Me" | Craig King                   | Small World & Dolla Boy | 4:56   |
| 12 | "Large Amounts" | Vudu                         |                         | 4:33   |
| 13 | "Pimpin' All Over the World"                                                                                              | Polow da Don & Donnie Scantz | Bobby Valentino         | 5:29   |
| 14 | "Two Miles an Hour" *Samples:Curtis Mayfield - Little Child Runnin' Wild, DJ Jazzy Jeff and the Fresh Prince - Summertime | DJ Toomp                     |                         | 4:45   |
| 15 | "Hopeless" | Heazy                        | Trick Daddy             | 5:05   |
| 16 | "Virgo" *Also included on Nas Street Disciple LP                                                                          | Salaam Remi                  | Nas & Doug E. Fresh     | 3:31   |
| 17 | "Get Back (Rock Version) UK; iTunes bonus track"                                                                          | Sum 41                       | Sum 41                  | 4:13   |

## Classifica
| Anno | Chart         | Posizione |
| ---- | ------------- | --------- |
| 2004 | Billboard 200 | 1         |